# Arjen van der Kieft
Arjen van der Kieft (Zwanenburg, 17 mei 1985) is een voormalig Nederlandse langebaanschaatser. Hij was gespecialiseerd in de lange afstanden. Daarnaast geeft hij MTB-clinics en heeft een eigen bedrijfje in sport- en gezondheidsproducten. Van der Kieft werd tot en met het seizoen 2009/2010 getraind door oud-schaatser Gianni Romme en gesponsord door Alfa Accountants en Adviseurs en 1nP. Sinds het seizoen 2010/2011 heeft van der Kieft zich aangesloten bij het team 1nP dat dan getraind wordt door Rutger Tijssen en onder leiding staat van teambaas Michiel Wienese. Hij krijgt daar de vrijheid op eigen gelegenheid te trainen terwijl hij ook snellere mannen in dit team treft op de 1500m zoals Hein Otterspeer. In 2002 won hij de Egbert van 't Oever Aanmoedigingsprijs.

## Biografie
Van der Kieft heeft van 2002 tot en met 2004 getraind als lid van Jong Oranje. Hierna maakte hij deel uit van het opleidingsteam van de KNSB en maakte hij zijn debuut op het NK Afstanden en Allround. Tot het Olympische seizoen 2010 deed Van der Kieft al enkele jaren mee aan Nederlandse kampioenschappen, waar hij regelmatig in de subtop eindigde op de 5 en 10 kilometer. Enkele keren reed hij wereldbekerwedstrijden. Zijn grootste overwinning was in 2009 toen hij op de Universiade in China goud won op de 5 en 10 kilometer.
Op 22 november 2009 won Van der Kieft tijdens de wereldbekerwedstrijd in Hamar de 10.000 meter in de B-groep met 13.04,38. Dat was een verbetering van het toenmalige baanrecord van Sven Kramer met ruim zeven tiende seconde. Kramer scherpte overigens dezelfde dag nog het baanrecord opnieuw aan tot 12.50,96. Op 30 december 2009 reed Van der Kieft tijdens het OKT op de 10.000 meter naar 13.02,99 waarmee hij zich als derde Nederlander achter Bob de Jong en Sven Kramer wist te kwalificeren voor de 10.000 meter op de Olympische Winterspelen. Op de Olympische Winterspelen werd van der Kieft teleurstellend negende op de 10.000m. Hij werd tijdens zijn rit zelfs gedubbeld door de uiteindelijke olympisch kampioen Lee Seung-Hoon.
In november 2010 werd Van der Kieft 5e op de 5000 meter en 4e op de 10.000 meter tijdens het NK afstanden. Door de beschermde status van de gediskwalificeerde Bob de Jong plaatste Van der Kieft zich alleen op de 10.000 meter voor de wereldbeker. Van der Kieft wist zich dat seizoen ook te plaatsen voor het WK Afstanden in Inzell. Op 12 maart 2011 reed Van der Kieft er de 10.000 meter waar hij tot dan toe de snelste tijd noteerde: 12.59,61. Enkel De Jong wist een snellere tijd te noteren: 12.48,20 wat tevens een baan- en persoonlijk record betekende. Door het vergeten van een transponder werd hij echter gediskwalificeerd. 
Met ingang van seizoen 2011/2012 traint Van der Kieft mee met het Kazachse team van Vadim Sajoetin waar ook Dmitri Babenko rijdt. Bij wedstrijden zal hij echter gewoon uitkomen namens Nederland, namelijk met Martin Horstman. Voor seizoen 2012/2013 verhuisde hij naar Westzaan en zal zo veel mogelijk in Haarlem gaan trainen om de kosten te beperken nu hij geen sponsor meer heeft. Van der Kieft deft zijn inkomsten uit zijn eigen bedrijf in voedingssuppletie en gezondheidsproducten en schrijft zijn eigen trainingsschema's. In het seizoen 2013-2014 neemt hij voor het eerst ook deel aan schaatsmarathons, waarbij hij uitkomt voor Team Payroll Group, en weet zich na tweeënhalf jaar weer te plaatsen voor internationale wedstrijden.

## Persoonlijke records
| Afstand      | Tijd     | Datum            | Baan           |
| ------------ | -------- | ---------------- | -------------- |
| 500 meter    | 38,36    | 18 december 2004 | Heerenveen     |
| 1000 meter   | 1.14,17  | 14 augustus 2005 | Calgary        |
| 1500 meter   | 1.51,33  | 3 december 2005  | Heerenveen     |
| 3000 meter   | 3.46,08  | 12 augustus 2005 | Calgary        |
| 5000 meter   | 6.20,14  | 27 december 2009 | Heerenveen     |
| 10.000 meter | 12.56,90 | 19 februari 2011 | Salt Lake City |

## Resultaten
| jaar | NK Afstanden                        | NK Allround | WK Afstanden | Olympische Spelen | Wereldbeker | WK Junioren   |
| ---- | ----------------------------------- | ----------- | ------------ | ----------------- | ----------- | ------------- |
| 2003 |                                     |             |              |                   |             | achtervolging |
| 2004 |                                     |             |              |                   |             | 6e            |
| 2005 | 8e 5000m 7e 10.000m                 | 11e         |              |                   |             |               |
| 2006 | 14e 5000m 10e 10.000m               | 12e         |              |                   |             |               |
| 2007 | 6e 5000m 5e 10.000m                 | NC25        |              |                   | 25e 5/10 km |               |
| 2008 | 6e 5000m 6e 10.000m                 |             |              |                   | 32e 5/10 km |               |
| 2009 | 15e 5000m 7e 10.000m                |             |              |                   |             |               |
| 2010 | 7e 5000m 4e 10.000m                 | 10e         |              | 9e 10.000m        | 25e 5/10 km |               |
| 2011 | 5e 5000m 4e 10.000m                 | 9e          | DQ 10.000m   |                   | 20e 5/10 km |               |
| 2012 | 13e 5000m 9e 10.000m                |             |              |                   |             |               |
| 2013 | 16e 5000m 6e 10.000m                | 8e          |              |                   |             |               |
| 2014 | 9e 5000m 5e 10.000m                 | 7e          |              |                   | 47e 5/10 km |               |
| 2015 | 13e 5000m 10e 10.000m 6e massastart |             |              |                   |             |               |
| 2016 | 25e massastart                      |             |              |                   |             |               |
| 2017 | 9e massastart                       |             |              |                   |             |               |

 NC = niet geplaatst voor de vierde afstand